# Anna Jagellone
Anna Jagellone (Budapest, 23 luglio 1503 – Praga, 27 gennaio 1547) è stata moglie dell'imperatore Ferdinando I e quindi regina dei Romani ed erede dei regni di Ungheria e Boemia con il nome di Anna di Boemia ed Ungheria.

## Biografia
Anna era la figlia maggiore di Ladislao II re di Boemia e Ungheria, e della sua terza moglie, Anna di Foix-Candale. Era la sorella più anziana di Luigi II d'Ungheria e Boemia e sua erede.
I suoi nonni paterni erano il re Casimiro IV di Polonia ed Elisabetta d'Austria. I suoi nonni materni erano Gaston de Foix, conte di Candale, e Caterina di Foix, Infanta del Regno di Navarra.
Alla morte del padre, lei e suo fratello furono affidati all'imperatore Massimiliano I.

## Matrimonio
Sin dalla sua giovinezza il suo futuro matrimonio fu oggetto di dispute e trattative. Nel 1515, senza il consenso della Dieta ungherese Ladislao e Massimiliano I si accordarono rapidamente, affinché i due figli del primo sposassero due nipoti del secondo.
In base a tale negoziato, Anna sposò a Linz, il 26 maggio 1521 l'Arciduca Ferdinando, mentre suo fratello Luigi sposò nel 1522 una delle sorelle di Ferdinando, Maria. A quel tempo Ferdinando governava le terre ereditarie asburgiche per conto del fratello maggiore, l'imperatore Carlo V. Fu stabilito che Ferdinando sarebbe succeduto al fratello di Anna nel caso in cui fosse morto senza eredi maschi.
Dal matrimonio con Ferdinando I ebbe quindici figli:
1. Elisabetta d'Asburgo (9 luglio 1526-15 giugno 1545), sposò Sigismondo II di Polonia;
2. Massimiliano II d'Asburgo (31 luglio 1527-12 ottobre 1576);
3. Anna d'Austria (7 luglio 1528-16 ottobre/17 ottobre 1590), sposò il duca Alberto V di Baviera;
4. Ferdinando II (14 giugno 1529-24 gennaio 1595);
5. Maria (15 maggio 1531-11 dicembre 1581), sposò Guglielmo di Jülich-Kleve-Berg;
6. Maddalena d'Austria (14 agosto 1532-10 settembre 1590);
7. Caterina d'Austria (15 settembre 1533-28 febbraio 1572), sposò Sigismondo II di Polonia;
8. Eleonora d'Austria (2 novembre 1534-5 agosto 1594), sposò Guglielmo Gonzaga;
9. Margherita d'Austria (16 febbraio 1536-12 marzo 1567);
10. Giovanni d'Austria (10 aprile 1538-20 marzo 1539);
11. Barbara d'Austria (30 aprile 1539-19 settembre 1572), sposò Alfonso II d'Este;
12. Carlo II (3 giugno 1540-10 luglio 1590);
13. Ursula d'Austria (24 luglio 1541-30 aprile 1543);
14. Elena d'Austria (7 gennaio 1543-5 marzo 1574);
15. Giovanna d'Austria (24 gennaio 1547-10 aprile 1578), sposò Francesco I de' Medici.

Suo fratello Luigi venne ucciso nella battaglia di Mohács contro Solimano il Magnifico il 29 agosto 1526. Questo ha lasciato i troni di Boemia e Ungheria vacanti. Ferdinando rivendicò entrambi i regni e fu eletto re di Boemia il 24 ottobre dello stesso anno, rendendo Anna regina di Boemia.
L'Ungheria è stato un caso più difficile. Solimano aveva annesso molte delle sue terre. Ferdinando fu proclamato re d'Ungheria da un gruppo di nobili, ma un'altra fazione di nobili ungheresi rifiutò di consentire a un sovrano straniero di detenere quel titolo ed elessero Szapolyai János quale proprio sovrano. Nel 1531, il fratello maggiore di Ferdinando, Carlo V, riconobbe Ferdinando come suo successore come imperatore del Sacro Romano Impero e Ferdinando fu elevato al titolo di Re dei Romani.
Anna parlava latino, ceco, tedesco ed ungherese e divenne famosa per la sua religiosità, il suo spirito caritatevole e la sua saggezza. Subito dopo le nozze, Ferdinando la collocò, insieme al vescovo di Trieste, quale presidente del suo Consiglio di Corte. Anna venne ritenuta l'autrice del testo Clypeus pietatis. Ferdinando difficilmente si separava dalla moglie, che era solito accompagnarlo nella maggior parte dei suoi viaggi. Ferdinando sostenne, davanti allo stupefatto corteo imperiale che, a suo avviso, sarebbe stato meglio spendere per le necessità della moglie che per le necessità di un'amante.

## Curiosità
- Cosa insolita per quell'epoca, la coppia si prese cura dei propri figli, che crebbero in modo semplice e modesto e non furono assegnati a precettori privati, bensì frequentarono con altri bambini una scuola pubblica ad Innsbruck. Particolare attenzione, nella loro formazione, venne rivolta alla conoscenza delle lingue.

## Ascendenza
|                            |                          |                           | Genitori                      |  |  | Nonni |  |  | Bisnonni               |  |  | Trisnonni |  |
|                            |                          |                           |                               |  |  |       |  |  | Ladislao II di Polonia |  |  | Algirdas  |  |
|                            |                          |                           |                               |  |  |       |  |  | Ladislao II di Polonia |  |  | Algirdas  |  |
|                            |                          | Uliana di Tver'           |                               |  |  |       |  |  | Ladislao II di Polonia |  |  |           |  |
| Casimiro IV di Polonia     |                          |                           |                               |  |  |       |  |  | Ladislao II di Polonia |  |  |           |  |
|                            |                          | Sofia Alšėniškė           | Andrea Olshanski              |  |  |       |  |  |                        |  |  |           |  |
|                            |                          | Sofia Alšėniškė           | Andrea Olshanski              |  |  |       |  |  |                        |  |  |           |  |
|                            |                          | Sofia Alšėniškė           | Alexandra Ducka               |  |  |       |  |  |                        |  |  |           |  |
| Ladislao II di Boemia      |                          | Sofia Alšėniškė           |                               |  |  |       |  |  |                        |  |  |           |  |
|                            |                          | Alberto II d'Asburgo      | Alberto IV d'Asburgo          |  |  |       |  |  |                        |  |  |           |  |
|                            |                          | Alberto II d'Asburgo      | Alberto IV d'Asburgo          |  |  |       |  |  |                        |  |  |           |  |
|                            |                          | Alberto II d'Asburgo      | Giovanna di Baviera-Straubing |  |  |       |  |  |                        |  |  |           |  |
| Elisabetta d'Asburgo       |                          | Alberto II d'Asburgo      |                               |  |  |       |  |  |                        |  |  |           |  |
|                            |                          | Elisabetta di Lussemburgo | Sigismondo di Lussemburgo     |  |  |       |  |  |                        |  |  |           |  |
|                            |                          | Elisabetta di Lussemburgo | Sigismondo di Lussemburgo     |  |  |       |  |  |                        |  |  |           |  |
|                            |                          | Elisabetta di Lussemburgo | Barbara di Cilli              |  |  |       |  |  |                        |  |  |           |  |
| Anna Jagellone             |                          | Elisabetta di Lussemburgo |                               |  |  |       |  |  |                        |  |  |           |  |
|                            | Giovanni di Foix-Candale | Gastone I di Foix-Grailly |                               |  |  |       |  |  |                        |  |  |           |  |
|                            | Giovanni di Foix-Candale | Gastone I di Foix-Grailly |                               |  |  |       |  |  |                        |  |  |           |  |
|                            | Giovanni di Foix-Candale | Margherita d'Albret       |                               |  |  |       |  |  |                        |  |  |           |  |
| Gastone II di Foix-Candale | Giovanni di Foix-Candale |                           |                               |  |  |       |  |  |                        |  |  |           |  |
|                            |                          | Margaret de la Pole       | Thomas Kerdeston              |  |  |       |  |  |                        |  |  |           |  |
|                            |                          | Margaret de la Pole       | Thomas Kerdeston              |  |  |       |  |  |                        |  |  |           |  |
|                            |                          | Margaret de la Pole       | Elizabeth de la Pole          |  |  |       |  |  |                        |  |  |           |  |
| Anna di Foix-Candale       |                          | Margaret de la Pole       |                               |  |  |       |  |  |                        |  |  |           |  |
|                            |                          | Gastone IV di Foix        | Giovanni I di Foix            |  |  |       |  |  |                        |  |  |           |  |
|                            |                          | Gastone IV di Foix        | Giovanni I di Foix            |  |  |       |  |  |                        |  |  |           |  |
|                            |                          | Gastone IV di Foix        | Giovanna d'Albret             |  |  |       |  |  |                        |  |  |           |  |
| Caterina di Foix           |                          | Gastone IV di Foix        |                               |  |  |       |  |  |                        |  |  |           |  |
|                            |                          | Eleonora di Navarra       | Giovanni II di Navarra        |  |  |       |  |  |                        |  |  |           |  |
|                            |                          | Eleonora di Navarra       | Giovanni II di Navarra        |  |  |       |  |  |                        |  |  |           |  |
|                            |                          | Eleonora di Navarra       | Bianca di Navarra             |  |  |       |  |  |                        |  |  |           |  |
|                            |                          | Eleonora di Navarra       |                               |  |  |       |  |  |                        |  |  |           |  |